# Olympia 68 Basketball 2013-2014
La stagione 2013-2014 dell'A.S.D. Olympia 68 Basketball è stata la seconda consecutiva in cui ha preso parte alla Serie A2 del campionato italiano di pallacanestro femminile, la prima e ultima dopo il trasferimento della squadra da Reggio Calabria a Catania.
Il risultato conseguito nella prima fase, quarto posto nel Girone D (su sette squadre), è stato il migliore per una squadra del capoluogo etneo sin dalla stagione 1998-1999, quando la Basket Costa Catania giunse terza (su quattordici) nel Girone C. La qualificazione ai successivi play-off, inoltre, ha un solo precedente a Catania, risalente alla Libertas che disputò gli spareggi per la massima serie nel 1956-1957, partendo dalla Promozione.
Anche per l'Olympia come società si è trattata della migliore stagione di sempre: nelle cinque stagioni precedenti tra A2 e A2 d'Eccellenza, è retrocessa tre volte, si è salvata per il blocco delle retrocessioni una e ai play-out nella stagione precedente. È stato infine l'ultimo campionato disputato dalla società, che nell'estate seguente non si è iscritta al torneo.

## Verdetti stagionali
Competizioni nazionali
- Serie A2:

stagione regolare: 4º posto su 7 squadre (6-6);
Poule Promozione: 3º posto su 8 squadre (9-5);
play-off: eliminata in semifinale da Vigarano (0-2).

## Stagione

### Precampionato

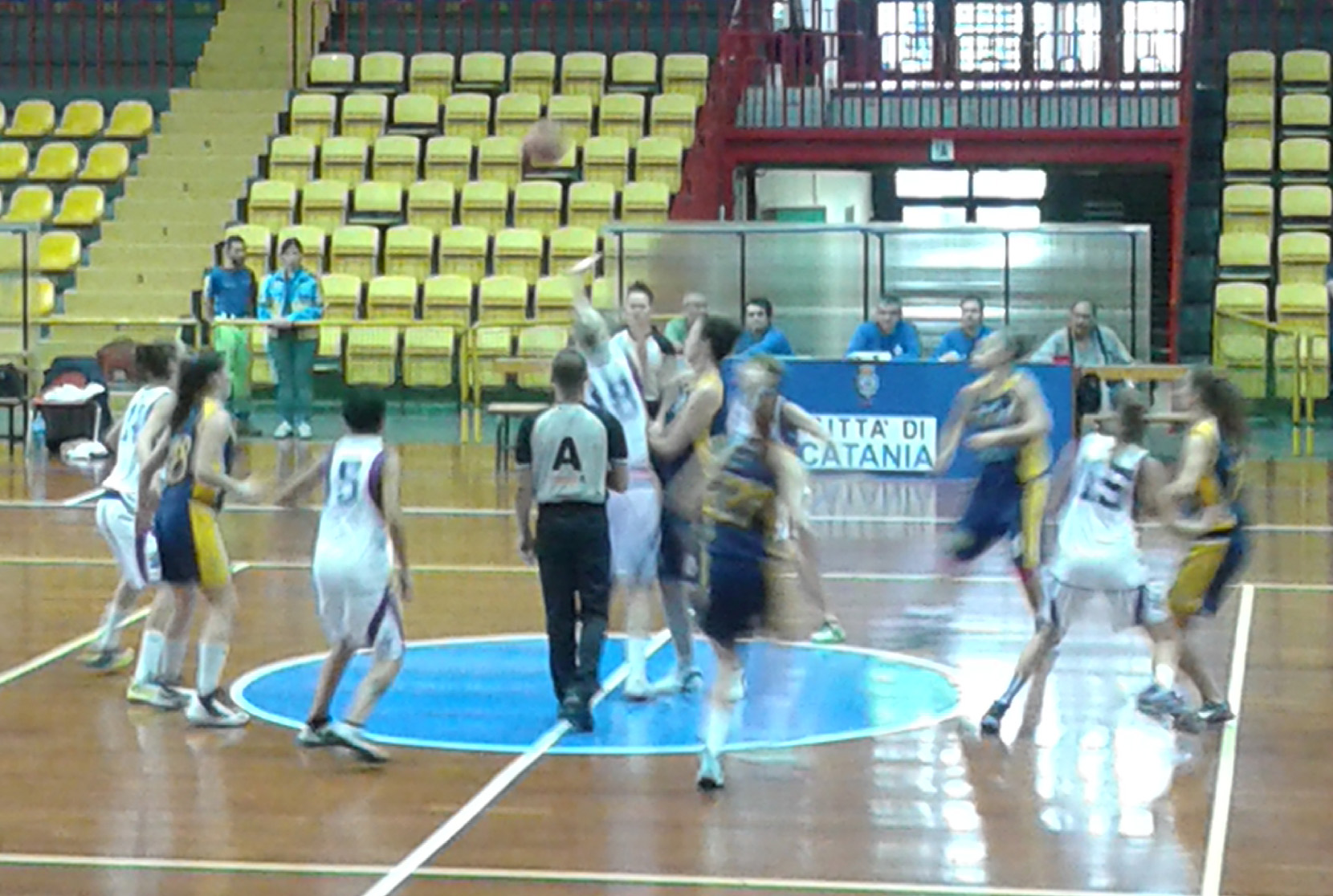
Salto a due di Catania-Viterbo (12 ottobre 2013).

La prima stagione della nuova Olympia in Serie A2 si era conclusa ai play-out da appena due mesi, con la vittoria netta in gara-2 contro il College Italia, quando si iniziò a parlare del trasferimento della società da Reggio Calabria a Catania: le dirigenze erano pronte per un «affratellamento», secondo quanto affermava il presidente della Rainbow Fabio Ferlito. Erano varie le motivazioni che portarono il presidente reggino Pasquale Melissari a trasferire il titolo sportivo dalla Calabria alla Sicilia, tra cui la necessità di disputare almeno tre campionati giovanili (garantiti dalla società etnea), e la possibilità di partecipare la Serie A2 malgrado la società etnea, da sola, non avesse la forza economica per farlo. L'ufficializzazione arrivò il 21 giugno, quando Ferlito presentò alla società e alla stampa l'accordo, che coinvolgeva anche il SRB Roma.
Il roster affidato all'allenatore Enzo Porchi (che aveva già guidato l'Olympia fino al novembre 2012) fu ufficializzato solo a fine agosto. Le cestiste si radunarono mercoledì 4 settembre 2013 in sede: cinque erano nuove, sei confermate dalla stagione precedente. Il programma delle amichevoli precampionato incluse un doppio confronto con la Passalacqua Ragusa, uno con il San Matteo Messina e la partecipazione al Trofeo Mass a Battipaglia, in cui la formazione etnea giunse terza. Non si organizzarono invece le partite previste contro Priolo e Palermo. Durante tutto il precampionato, l'allenatore Enzo Porchi non si espose in alcun obiettivo di classifica, ma dichiarò solo di voler «giocare alla pari contro tutti».

### La stagione regolare
Dopo il periodo di allenamenti al PalaArcidiacono, l'Olympia 68 utilizzò il parquet del PalaCatania, dove oltre quindici anni prima si era giocata l'ultima partita della Nazionale italiana maschile in città. All'esordio facile contro l'Ants Basket Viterbo seguì la prima sconfitta contro la Saces Napoli, al termine di una prestazione comunque positiva. Al ritorno in casa, le etnee riscattarono la pesante sconfitta nel precampionato contro Ariano Irpino con una vittoria ottenuta a 27 secondi dal termine, grazie a una tripla di Enrica Pavia. «Ancora dobbiamo lavorare tantissimo, ma stiamo incominciando a dare le risposte», dichiarò l'esterna marsalese nel post-partita. Intanto, però, il successivo risultato positivo a Salerno permise all'Olympia di salire al primo posto in classifica, a pari merito con la formazione avellinese; la vetta durò lo spazio di una settimana, finché Battipaglia non sancì la prima sconfitta casalinga delle rossazzurre, malgrado la prestazione del "magico triangolo" Buzzanca-Březinová-Pavia, come fu definito dalla stampa. Il girone d'andata si concluse con l'innesto della lunga Tania Seino e la terza vittoria al PalaCatania, per 72-62, contro un'altra formazione favorita per l'accesso alla fase promozione, Brindisi.
«Gli obiettivi sono sicuramente più ambiziosi - spiegò Enzo Porchi dopo la partita -. Non si prende Seino per giocare la poule retrocessione, si spera di giocare la poule promozione». «Ci credo e penso che possiamo arrivare lontano», disse l'ex giocatrice della Trogylos Priolo alla stampa. Alla prima uscita del girone di ritorno, tuttavia, arrivò uno stop imprevisto a Viterbo deciso da un tiro libero di Lascala a pochi secondi dalla sirena finale. Il percorso verso la Poule Promozione non fu però pregiudicato: le successive vittorie ottenute in casa contro la rivale diretta Napoli e contro Salerno (dopo un cambio di campo all'ultimo minuto per la pioggia caduta sul parquet del PalaCatania) permisero di rimanere nel gruppo delle migliori; non incrinò la situazione nemmeno la sconfitta ad Ariano Irpino. La squadra che poteva puntare all'ultimo posto disponibile per la Poule Promozione, Brindisi, perse infatti tre punti per una penalizzazione a causa di mancati pagamenti alle atlete: questo ritardo risultò decisivo per la qualificazione e non bastò nemmeno la vittoria delle pugliesi nello scontro diretto per recuperarlo. La qualificazione matematica alla Poule Promozione arrivò solo all'ultima giornata, sosta forzata per le catanesi, grazie al risultato di Minibasket Battipaglia-Futura Brindisi, 69-61.

### Poule Promozione
Secondo la capitana Mara Buzzanca, in vista della seconda fase bisognava migliorare solo l'intensità difensiva. Si rimandò l'esordio nella seconda fase contro Ancona per problemi logistici e ciò permise di recuperare le cestiste infortunate. Enzo Porchi presentò la doppia trasferta contro Vigarano e Broni affermando che «le ragazze sono pronte, vogliono divertirsi e accrescere in campo l'autostima. Non abbiamo niente da perdere». La sconfitta in Emilia (con le ospiti in vantaggio di quattro punti a dieci minuti dalla fine) e la vittoria nell'Oltrepò Pavese (dopo due overtime) prepararono al netto successo casalingo contro Bologna, prova di forza del gruppo, e a quello più complesso contro Ancona nel recupero della prima giornata.
Dopo la convocazione in Nazionale 3vs3 di Enrica Pavia per lo streetball challenge di Rimini, l'Olympia andò a vincere ad Ancona e agganciò il quarto posto in classifica, ultimo valido per i play-off. Il seguente doppio turno casalingo consolidò la posizione in classifica, permettendo anche di ambire al secondo posto: ad essere sconfitte al PalaCatania furono la Vassalli Vigarano, che cedette di 29 punti, e l'OMC Broni, rimontato di 22 punti a pochi secondi dalla fine.

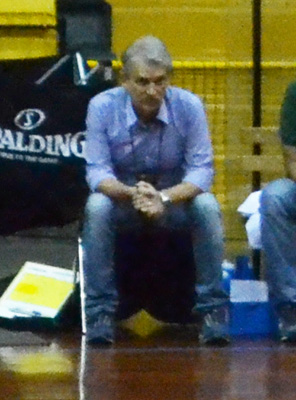
Enzo Porchi.

«Ci siamo ripromessi - spiegò il coach Enzo Porchi dopo la partita contro le emiliane - di provare ad arrivare fino alla fine facendo un percorso netto. Ci stiamo battendo al limite delle nostre possibilità, ciò che arriverà sarà guadagnato. Come diceva un mio amico giocatore di poker, i conti si fanno nelle scale!» La qualificazione matematica giunse con la vittoria di Bologna a Napoli. «Sono molto soddisfatto - commentò il presidente Pasquale Melissari -, la squadra è migliorata tanto e ancora ha un grande margine di crescita»; l'ultima partita si risolse nella settima vittoria consecutiva, a Bologna, che sancì il terzo posto finale.

### Play-off e post season
L'Olympia si qualificò alla semifinale play-off perdendo per infortunio la stessa Enrica Pavia che aveva costituito, insieme a Buzzanca e Březinová, il triangolo magico necessario per raggiungere l'obiettivo stagionale. Il turno al meglio delle tre gare si risolse quindi in una doppia vittoria della formazione di Raffaele Ravagni, che si salvò in gara-1 da una rimonta possibile delle etnee (dal 54-31 al 55-52), e condusse senza particolari pericoli l'incontro in trasferta. Proprio l'infortunio occorso a Pavia segnò fortemente la serie.
In una lunga intervista a caldo, il presidente Melissari mise da subito alcuni punti interrogativi sul futuro della formazione dopo l'eliminazione. «Stiamo riflettendo. Siamo diventati i Globetrotters d'Italia: l'anno scorso a Reggio, quest'anno a Catania, l'anno prossimo non lo sappiamo. Bisogna capire se questa squadra a Catania può avere un futuro perché la città l'accoglie e l'apprezza». Il presidente della Rainbow, Fabio Ferlito, spiegò invece in un'altra intervista che «l'esperienza della Serie A2 è stata preziosa, seppur faticosa a livello di investimenti. Ci aspettavamo di più dal pubblico catanese». La rinuncia alla Serie A2 fu confermata al momento della chiusura delle iscrizioni.

## Maglie
| Casa | Trasferta |

## Organigramma societario
Dal sito internet della Lega.
Area dirigenziale
- Presidente: Pasquale Melissari
- Segretario: Lidia Melissari
- Dirigente accompagnatore: Giovanni Dattola
- Dirigente responsabile: Antonio Viola
- Addetto stampa: Maria Luisa Lanzerotti
- Responsabile settore giovanile: Gabriella Di Piazza

Area tecnica
- Allenatore: Enzo Porchi
- Vice allenatore: Gabriele Giorgianni
- Addetto statistiche: Mario Salomone
- Preparatore atletico: Giovanni Giustino
- Medico sociale: Paolo Massimino
- Addetto agli arbitri: Domenico Nucera

## Rosa
Dal sito internet della LegA Basket Femminile.
| Giocatrici |
| ---------- |

| N° | Naz.                 | Ruolo | Sportivo         | Anno | Alt. |  |
| -- | -------------------- | ----- | ---------------- | ---- | ---- |  |
| 4  | Italia (bandiera)    | P     | Daniela Servillo | 1989 | 170  |  |
| 5  | Italia (bandiera)    | G     | Mara Buzzanca    | 1976 | 170  |  |
| 7  | Italia (bandiera)    | A     | Marzia Ferlito   | 1983 | 175  |  |
| 8  | Italia (bandiera)    | G     | Enrica Pavia     | 1989 | 176  |  |
| 14 | Rep. Ceca (bandiera) | C     | Renata Březinová | 1990 | 190  |  |
| 15 | Italia (bandiera)    | G     | Giulia Melissari | 1993 | 176  |  |
| 19 | Italia (bandiera)    | C     | Sara Antonelli   | 1989 | 198  |  |

| Giocatrici acquisite a stagione in corso |
| ---------------------------------------- |

| N° | Naz.            | Ruolo | Sportivo                  | Anno | Alt. |  |
| -- | --------------- | ----- | ------------------------- | ---- | ---- |  |
| 11 | Cuba (bandiera) | AG    | Tania Seino (dal 15 nov.) | 1973 | 186  |  |

| Giocatrici in doppio tesseramento con la Rainbow |
| ------------------------------------------------ |

| N° | Naz.              | Ruolo | Sportivo          | Anno | Alt. |  |
| -- | ----------------- | ----- | ----------------- | ---- | ---- |  |
| 9  | Italia (bandiera) | A     | Giuliana La Manna | 1993 | 182  |  |
| 10 | Italia (bandiera) | A     | Valeria Imeneo    | 1994 | 178  |  |
| 12 | Italia (bandiera) | C     | Mariam Anechoum   | 1994 | 185  |  |
| 6  | Italia (bandiera) | P     | Giorgia Guerri    | 1994 | 167  |  |

## Mercato
Il roster dell'Olympia 68, dopo il trasferimento da Reggio Calabria e Catania, è costruito quasi interamente alla fine di agosto. Fino a luglio si parla solo della conferma di Giulia Melissari e sugli innesti dalla Rainbow Catania di Marzia Ferlito, Giuliana La Manna e Christina Grima, oltre al ritorno di Enzo Porchi come allenatore (preferito ad Andrea Bianca) e Gabriele Giorgianni come vice.
Tra il 25 e il 26 agosto vengono annunciate tutte le conferme e i nuovi acquisti: Enrica Pavia, Mara Buzzanca e Renata Březinová sono i nomi presentati con maggiore enfasi; le conferme di Antonelli, Servillo, Melissari, Imeneo e Anechoum e la "promozione" di Ferlito e La Manna completano il roster. Sono provenienti entrambe da Priolo le ultime due nuove arrivate: Giorgia Guerri, annunciata a raduno avvenuto, e Tania Seino.
| Acquisti | Acquisti          | Acquisti          | Acquisti                 |
| R.       | Nome              | da                | Modalità                 |
| -------- | ----------------- | ----------------- | ------------------------ |
| G        | Mara Buzzanca     | Salerno Basket 92 | definitiva               |
| P        | Giorgia Guerri    | Rainbow Catania   | doppio tesseramento      |
| GA       | Marzia Ferlito    | Rainbow Catania   | definitiva               |
| G        | Enrica Pavia      | Pall. Pozzuoli    | definitiva               |
| AC       | Giuliana La Manna | Rainbow Catania   | doppio tesseramento      |
| C        | Renata Březinová  | BLK Praga         | definitiva               |
| AC       | Tania Seino       | Trogylos Priolo   | definitiva (dal 15 nov.) |

| Cessioni | Cessioni                | Cessioni          | Cessioni   |
| R.       | Nome                    | a                 | Modalità   |
| -------- | ----------------------- | ----------------- | ---------- |
| G        | Ilenia Certomà          | San Matteo ME     | definitiva |
| P        | Fabiana Amodeo          |                   | svincolata |
| PG       | Loredana Costantino     | Salerno Basket 92 | definitiva |
| A        | Elisabetta Linguaglossa | Virtus Cagliari   | definitiva |
| C        | Selma Delibašić         | Vigarano          | definitiva |
| A        | Tania Bertan            | Salerno Basket 92 | definitiva |
| P        | Giada Ballardini        | N. P. Sorrento    | definitiva |
| AC       | Maria Clara Catrini     |                   | svincolata |

## Risultati

### Amichevoli precampionato
| Catania 13 settembre 2013, ore 17:30 | Olympia 68 Basketball | 68 – 92 (30-50) referto | Virtus Eirene Ragusa | PalaArcidiacono |
| Enzo Porchi Allenatori Nino Molino   |                       |                         |                      |                 |
|                                      |                       |                         |                      |                 |
| Enzo Porchi                          | Allenatori            | Nino Molino             |                      |                 |

| Ragusa 20 settembre 2013, ore 17:30                            | Virtus Eirene Ragusa | 88 – 57 referto | Olympia 68 Basketball | PalaMinardi |
| 22 Mićović e Galbiati Punti Nino Molino Allenatori Enzo Porchi |                      |                 |                       |             |
|                                                                |                      |                 |                       |             |
| 22 Mićović e Galbiati                                          | Punti                |                 |                       |             |
| Nino Molino                                                    | Allenatori           | Enzo Porchi     |                       |             |

| Messina 24 settembre 2013, ore 20:00    | San Matteo Messina | – (vittoria Olympia) referto | Olympia 68 Basketball | PalaRussello |
| Gabriele Ribaudo Allenatori Enzo Porchi |                    |                              |                       |              |
|                                         |                    |                              |                       |              |
| Gabriele Ribaudo                        | Allenatori         | Enzo Porchi                  |                       |              |

| Battipaglia 5 ottobre 2013, ore 18:00 Semifinale Torneo Mass       | Basket Ariano Irpino | 81 – 56 (16-33; 29-51; 43-66) referto | Olympia 68 Basketball | PalaZauli |
| 18 Maggi Punti 19 Březinová Claudio Agresti Allenatori Enzo Porchi |                      |                                       |                       |           |
|                                                                    |                      |                                       |                       |           |
| 18 Maggi                                                           | Punti                | 19 Březinová                          |                       |           |
| Claudio Agresti                                                    | Allenatori           | Enzo Porchi                           |                       |           |

| Battipaglia 6 ottobre 2013, ore 18:00 Finale 3º/4º posto Torneo Mass | Olympia 68 Basketball | 77 – 76 referto  | Salerno Basket 92 | PalaZauli |
| 33 Březinová Punti 29 D'Alie Enzo Porchi Allenatori Giancarlo Natale |                       |                  |                   |           |
|                                                                      |                       |                  |                   |           |
| 33 Březinová                                                         | Punti                 | 29 D'Alie        |                   |           |
| Enzo Porchi                                                          | Allenatori            | Giancarlo Natale |                   |           |

### Serie A2

#### Girone d'andata
| Arbitro: | Scarfò e Nocera |

|                       |            |                   |
| 17 Buzzanca           | Punti      | 16 Lascala        |
| 4 Buzzanca e Servillo | Assist     |                   |
| 14 Březinová          | Rimbalzi   |                   |
| Enzo Porchi           | Allenatori | Carlo Scaramuccia |

| Arbitro: | Bernassola e Picchi |

|                |            |                         |
| 17 Maffenini   | Punti      | 13 Buzzanca e Březinová |
| 4 Bocchetti    | Assist     | 1 Buzzanca e Pavia      |
| 11 Gross       | Rimbalzi   | 17 Březinová            |
| Giovanni Monda | Allenatori | Enzo Porchi             |

| Arbitro: | Nicosia e Tarascio |

|                         |            |                   |
| 20 Buzzanca e Březinová | Punti      | 21 Mićović        |
| 4 Melissari             | Assist     | 2 Rossi e Mićović |
| 3 Pavia                 | Rimbalzi   | 4 Chesta          |
| Enzo Porchi             | Allenatori | Claudio Agresti   |

| Arbitro: | Calella e Padovano |

|                  |            |              |
| 23 D'Alie        | Punti      | 22 Březinová |
| 2 D'Alie         | Assist     | 4 Březinová  |
| 10 Ribezzo       | Rimbalzi   | 18 Březinová |
| Giancarlo Natale | Allenatori | Enzo Porchi  |

| Arbitro: | Scarfò e Guida |

|                                         |            |              |
| 16 Buzzanca                             | Punti      | 26 Treffers  |
| 1 Buzzanca, Servillo, Pavia e Březinová | Assist     | 1 Ferretti   |
| 13 Březinová                            | Rimbalzi   | 7 Riccardi   |
| Enzo Porchi                             | Allenatori | Massimo Riga |

| Arbitro: | Giacalone e Lombardo |

|              |            |               |
| 22 Březinová | Punti      | 27 Siccardi   |
| 3 Seino      | Assist     |               |
| 13 Březinová | Rimbalzi   | 6 Diene       |
| Enzo Porchi  | Allenatori | Luigi Santini |

#### Girone di ritorno
| Arbitro: | Picchi e Posti |

|                     |            |             |
| 21 Bernardini       | Punti      | 17 Pavia    |
| 2 Lascala e Spirito | Assist     | 3 Buzzanca  |
| 11 Rejchová         | Rimbalzi   | 12 Seino    |
| Carlo Scaramuccia   | Allenatori | Enzo Porchi |

| Arbitro: | Nicosia e Perrone |

|              |            |                |
| 23 Buzzanca  | Punti      | 29 Bocchetti   |
| 1 Březinová  | Assist     |                |
| 13 Březinová | Rimbalzi   | 7 Pastore      |
| Enzo Porchi  | Allenatori | Sandro Orlando |

| Arbitro: | Raimondo e Bellamio |

|                 |            |              |
| 20 Sarni        | Punti      | 19 Buzzanca  |
| 3 Domínguez     | Assist     | 4 Buzzanca   |
| 10 Mićović      | Rimbalzi   | 15 Březinová |
| Claudio Agresti | Allenatori | Enzo Porchi  |

| Arbitro: | Patti e Tarascio |

|                     |            |             |
| 17 Březinová        | Punti      | 16 D'Alie   |
| 1 Pavia e Melissari | Assist     |             |
| 13 Březinová        | Rimbalzi   | 4 Ardita    |
| Enzo Porchi         | Allenatori | Alex Blanco |

| Arbitro: | Cannoletta e Santoro |

|                  |            |              |
| 29 Treffers      | Punti      | 21 Březinová |
| 1 sei giocatrici | Assist     | 3 Buzzanca   |
| 20 Treffers      | Rimbalzi   | 13 Březinová |
| Massimo Riga     | Allenatori | Enzo Porchi  |

| Arbitro: | Lucarella e Calella |

|                    |            |              |
| 17 Manzini e Diene | Punti      | 13 Seino     |
| 2 Manzini          | Assist     | 3 Březinová  |
| 7 Siccardi         | Rimbalzi   | 12 Březinová |
| Luigi Santini      | Allenatori | Enzo Porchi  |

#### Poule Promozione - andata
| Arbitro: | Papini e Bandinelli |

|                           |            |              |
| 18 Costi                  | Punti      | 20 Březinová |
| 6 Zanoli                  | Assist     | 2 Seino      |
| 7 Rosier, Bonasia e Costi | Rimbalzi   | 8 Březinová  |
| Raffaele Ravagni          | Allenatori | Enzo Porchi  |

| Arbitro: | Bellucci e Piram |

|                   |            |                     |
| 22 Zampieri       | Punti      | 33 Březinová        |
| 9 Corradini       | Assist     | 3 Seino e Březinová |
| 13 Laterza        | Rimbalzi   | 11 Březinová        |
| Giancarlo Giroldi | Allenatori | Enzo Porchi         |

| Arbitro: | Tarascio e Lombardo |

|              |            |                    |
| 22 Buzzanca  | Punti      | 18 Landi           |
| 3 Buzzanca   | Assist     | 3 Tassinari        |
| 13 Březinová | Rimbalzi   | 3 Nori e Tassinari |
| Enzo Porchi  | Allenatori | Maurizio Scanzani  |

| Arbitro: | Scarfò e Giacalone |

|              |            |                      |
| 20 Březinová | Punti      | 19 Sordi             |
| 2 Seino      | Assist     | 1 Moroni e Formiconi |
| 10 Březinová | Rimbalzi   | 8 Rebane             |
| Enzo Porchi  | Allenatori | Cristiano Gaspari    |

#### Poule Promozione - ritorno
| Arbitro: | Vittori e Santilli |

|                   |            |             |
| 19 Sordi          | Punti      | 15 Pavia    |
| 4 Redolf e Rebane | Rimbalzi   | 9 Březinová |
| Maurizio Scanzani | Allenatori | Enzo Porchi |

| Arbitro: | Guida e Nicosia |

|              |            |                   |
| 24 Buzzanca  | Punti      | 18 Cigliani       |
| 3 Melissari  | Assist     | 1 Rosier e Zanoli |
| 13 Březinová | Rimbalzi   | 10 Costi          |
| Enzo Porchi  | Allenatori | Raffaele Ravagni  |

| Arbitro: | Spinelli e Bernassola |

|              |            |                   |
| 20 Březinová | Punti      | 18 Zampieri       |
| 4 Buzzanca   | Assist     | 2 Corradini       |
| 8 Březinová  | Rimbalzi   | 8 Laterza         |
| Enzo Porchi  | Allenatori | Giancarlo Giroldi |

| Arbitro: | Meloni e Bonetti |

|                   |            |             |
| 15 De Pretto      | Punti      | 22 Buzzanca |
| 3 Santarelli      | Assist     | 4 Pavia     |
| 6 Tava            | Rimbalzi   | 8 Seino     |
| Maurizio Scanzani | Allenatori | Enzo Porchi |

#### Play-off
| Arbitro: | Liberali e Martellosio |

|                  |            |              |
| 17 Costi         | Punti      | 20 Březinová |
| 9 Zanoli         | Assist     | 2 Servillo   |
| 9 Costi          | Rimbalzi   | 11 Březinová |
| Raffaele Ravagni | Allenatori | Enzo Porchi  |

| Arbitro: | Andretta e Balducci |

|              |            |                  |
| 30 Březinová | Punti      | 25 Costi         |
| 3 Melissari  | Assist     | 3 Bonasia        |
| 9 Březinová  | Rimbalzi   | 7 Costi          |
| Enzo Porchi  | Allenatori | Raffaele Ravagni |

## Statistiche

### Statistiche di squadra
| Competizione     | Punti | In casa | In casa | In casa | In casa | In casa | In trasferta | In trasferta | In trasferta | In trasferta | In trasferta | Totale | Totale | Totale | Totale | Totale |
| Competizione     | Punti | G       | V       | P       | Ptf     | Pts     | G            | V            | P            | Ptf          | Pts          | G      | V      | P      | Ptf    | Pts    |
| ---------------- | ----- | ------- | ------- | ------- | ------- | ------- | ------------ | ------------ | ------------ | ------------ | ------------ | ------ | ------ | ------ | ------ | ------ |
| Serie A2         | 12    | 6       | 5       | 1       | 397     | 335     | 6            | 1            | 5            | 370          | 402          | 12     | 6      | 6      | 773    | 774    |
| Poule Promozione | 14    | 4       | 4       | 0       | 320     | 242     | 4            | 3            | 1            | 302          | 289          | 8      | 7      | 1      | 622    | 531    |
| Play-off         | 0     | 1       | 0       | 1       | 75      | 85      | 1            | 0            | 1            | 57           | 78           | 2      | 0      | 2      | 132    | 163    |
| Totale           | 26    | 11      | 9       | 2       | 792     | 662     | 11           | 4            | 7            | 729          | 769          | 22     | 13     | 9      | 1.527  | 1.469  |

### Statistiche delle giocatrici
| Giocatrice             | Partite        | Partite        | Partite        | Pun  | Min. | Falli | Falli | Tiri da 2 | Tiri da 2 | Tiri da 2 | Tiri da 3 | Tiri da 3 | Tiri da 3 | Tiri Liberi | Tiri Liberi | Tiri Liberi | Rimbalzi | Rimbalzi | Rimbalzi | Stopp. | Stopp. | Palle | Palle | Ass | Val. | Val. | A+dP |
| Giocatrice             | Pr             | PG             | SF             | Pun  | Min. | C     | S     | R         | T         | %         | R         | T         | %         | R           | T           | %           | O        | D        | T        | D      | S      | P     | R     | Ass | Lega | OER  | A+dP |
| ---------------------- | -------------- | -------------- | -------------- | ---- | ---- | ----- | ----- | --------- | --------- | --------- | --------- | --------- | --------- | ----------- | ----------- | ----------- | -------- | -------- | -------- | ------ | ------ | ----- | ----- | --- | ---- | ---- | ---- |
| Brezinova Renata       | 22             | 22             | 21             | 406  | 767  | 58    | 109   | 133       | 249       | 53,4      | 16        | 49        | 32,7      | 92          | 117         | 78,6        | 64       | 186      | 250      | 10     | 7      | 63    | 38    | 18  | 529  | 0,96 | -7   |
| Buzzanca Maria Tindara | 22             | 22             | 21             | 364  | 716  | 37    | 85    | 100       | 202       | 49,5      | 26        | 86        | 30,2      | 84          | 99          | 84,8        | 15       | 27       | 42       | 1      | 8      | 65    | 27    | 31  | 263  | 0,87 | -7   |
| Pavia Enrica           | 20             | 20             | 18             | 239  | 656  | 61    | 81    | 51        | 118       | 43,2      | 29        | 82        | 35,4      | 50          | 67          | 74,6        | 11       | 82       | 93       | 1      | 5      | 80    | 38    | 19  | 188  | 0,74 | -23  |
| Melissari Giulia       | 22             | 21             | 17             | 183  | 597  | 50    | 19    | 31        | 72        | 43,1      | 38        | 104       | 36,5      | 7           | 16          | 43,7        | 18       | 34       | 52       | 3      | 5      | 37    | 24    | 17  | 90   | 0,82 | 4    |
| Seino Tania            | 17             | 17             | 7              | 146  | 487  | 52    | 43    | 45        | 104       | 43,3      | 8         | 29        | 27,6      | 32          | 43          | 74,4        | 32       | 92       | 124      | 1      | 6      | 58    | 44    | 20  | 171  | 0,67 | 6    |
| Servillo Maria Daniela | 20             | 19             | 6              | 57   | 482  | 52    | 50    | 17        | 42        | 40,5      | 1         | 15        | 6,7       | 20          | 25          | 80,0        | 4        | 35       | 39       |        | 2      | 45    | 38    | 19  | 60   | 0,38 | 12   |
| Anechoum Mariam        | 22             | 21             | 10             | 46   | 312  | 36    | 10    | 22        | 36        | 61,1      |           |           |           | 2           | 5           | 40,0        | 13       | 22       | 35       | 1      |        | 24    | 16    | 4   | 35   | 0,48 | -4   |
| La Manna Giuliana      | 20             | 14             | 4              | 44   | 137  | 19    | 20    | 15        | 29        | 51,7      | 1         | 2         | 50,0      | 11          | 24          | 45,8        | 17       | 12       | 29       |        |        | 14    | 4     |     | 36   | 0,42 | -10  |
| Guerri Giorgia         | 22             | 20             |                | 30   | 189  | 23    | 10    | 7         | 17        | 41,2      | 4         | 13        | 30,8      | 4           | 10          | 40,0        | 3        | 8        | 11       |        | 2      | 12    | 10    | 1   |      | 0,49 | -1   |
| Ferlito Marzia         | 19             | 13             | 1              | 6    | 59   | 9     | 3     | 1         | 7         | 14,3      | 1         | 6         | 16,7      | 1           | 2           | 50,0        | 2        | 3        | 5        |        | 1      | 5     | 4     | 1   | -8   | 0,13 |      |
| Antonelli Sara         | 10             | 9              |                | 6    | 47   | 7     | 1     | 2         | 6         | 33,3      |           |           |           | 2           | 2           | 100,0       | 4        | 5        | 9        |        |        | 2     |       |     | 3    | 0,50 | -2   |
| Imeneo Valeria         | 4              | 1              |                |      | 1    |       |       |           |           |           |           |           |           |             |             |             |          |          |          |        |        |       |       |     |      | 0,00 |      |
| Squadra                |                | 22             |                |      |      | 1     |       |           |           |           |           |           |           |             |             |             | 22       | 40       | 62       |        |        | 20    | 142   |     | 187  |      |      |
| Totale Squadra         | Totale Squadra | Totale Squadra | Totale Squadra | 1527 | 4450 | 405   | 431   | 424       | 882       | 48,1      | 124       | 386       | 32,1      | 305         | 410         | 74,4        | 205      | 546      | 751      | 17     | 36     | 425   | 385   | 130 | 1554 | 0,59 | 90   |

## Giovanili
Le giovanili dell'Olympia 68 Basketball sono state curate, per la stagione 2013-2014, dalla società satellite Ass. Pol. Dil. Rainbow Catania, che ha partecipato alla Serie B, al campionato Under-19/17, Under-15, Under-14 e Under-13.
La Rainbow si qualificò ai play-off di Serie B dopo il quarto posto, malgrado avesse guidato la classifica del girone a lungo e due sue giocatrici abbiano concluso al primo e secondo posto nella classifica marcatrici (Villarruel e Grima); nella post-season uscì subito contro il San Matteo Messina. Così come la prima squadra, anche la formazione Under-17 era allenata da Gabriella Di Piazza e concluse al terzo posto nel girone di prima fase; quella Under-15, fu eliminata allo spareggio per le finali interzona da Pescara; la Under-14, allenata da Fabio Laudani, conquistò il titolo regionale contro le parigrado di Ragusa; la Under-13, infine, chiuse seconda nel girone interprovinciale.